# Дебют Берда
Дебют Берда — шаховий дебют, який починається ходом 1. f2—f4.
Названий на честь англійського шахіста XIX століття Генрі Берда.

## Варіанти
Найпоширенішими відповідями чорних є 1... d7-d5, що призводить до голландського захисту в першій руці та 1. … e7—e5 — гамбіт Фрома. Після ходів:
1. … с7—с5 гра переходить в сицилійський захист,
1. … е7—е5 2. e2—e4 гра переходить в королівський гамбіт
1.… g7—g6 2. e2—e4 гра переходить в захист Робача

## 1… d7-d5
1. … d7—d5

2. Кg1—f3 Кg8—f6

3. e2—e3 g7—g6

4. b2—b3 Сf8—g7
|   | a | b | c | d | e | f | g | h |   |
| 8 | a8 чорна тура · b8 чорний кінь · c8 чорний слон · d8 чорний ферзь · e8 чорний король · h8 чорна тура · a7 чорний пішак · b7 чорний пішак · c7 чорний пішак · e7 чорний пішак · f7 чорний пішак · g7 чорний слон · h7 чорний пішак · f6 чорний кінь · g6 чорний пішак · d5 чорний пішак · f4 білий пішак · b3 білий пішак · e3 білий пішак · f3 білий кінь · a2 білий пішак · c2 білий пішак · d2 білий пішак · g2 білий пішак · h2 білий пішак · a1 біла тура · b1 білий кінь · c1 білий слон · d1 білий ферзь · e1 білий король · f1 білий слон · h1 біла тура | a8 чорна тура · b8 чорний кінь · c8 чорний слон · d8 чорний ферзь · e8 чорний король · h8 чорна тура · a7 чорний пішак · b7 чорний пішак · c7 чорний пішак · e7 чорний пішак · f7 чорний пішак · g7 чорний слон · h7 чорний пішак · f6 чорний кінь · g6 чорний пішак · d5 чорний пішак · f4 білий пішак · b3 білий пішак · e3 білий пішак · f3 білий кінь · a2 білий пішак · c2 білий пішак · d2 білий пішак · g2 білий пішак · h2 білий пішак · a1 біла тура · b1 білий кінь · c1 білий слон · d1 білий ферзь · e1 білий король · f1 білий слон · h1 біла тура | a8 чорна тура · b8 чорний кінь · c8 чорний слон · d8 чорний ферзь · e8 чорний король · h8 чорна тура · a7 чорний пішак · b7 чорний пішак · c7 чорний пішак · e7 чорний пішак · f7 чорний пішак · g7 чорний слон · h7 чорний пішак · f6 чорний кінь · g6 чорний пішак · d5 чорний пішак · f4 білий пішак · b3 білий пішак · e3 білий пішак · f3 білий кінь · a2 білий пішак · c2 білий пішак · d2 білий пішак · g2 білий пішак · h2 білий пішак · a1 біла тура · b1 білий кінь · c1 білий слон · d1 білий ферзь · e1 білий король · f1 білий слон · h1 біла тура | a8 чорна тура · b8 чорний кінь · c8 чорний слон · d8 чорний ферзь · e8 чорний король · h8 чорна тура · a7 чорний пішак · b7 чорний пішак · c7 чорний пішак · e7 чорний пішак · f7 чорний пішак · g7 чорний слон · h7 чорний пішак · f6 чорний кінь · g6 чорний пішак · d5 чорний пішак · f4 білий пішак · b3 білий пішак · e3 білий пішак · f3 білий кінь · a2 білий пішак · c2 білий пішак · d2 білий пішак · g2 білий пішак · h2 білий пішак · a1 біла тура · b1 білий кінь · c1 білий слон · d1 білий ферзь · e1 білий король · f1 білий слон · h1 біла тура | a8 чорна тура · b8 чорний кінь · c8 чорний слон · d8 чорний ферзь · e8 чорний король · h8 чорна тура · a7 чорний пішак · b7 чорний пішак · c7 чорний пішак · e7 чорний пішак · f7 чорний пішак · g7 чорний слон · h7 чорний пішак · f6 чорний кінь · g6 чорний пішак · d5 чорний пішак · f4 білий пішак · b3 білий пішак · e3 білий пішак · f3 білий кінь · a2 білий пішак · c2 білий пішак · d2 білий пішак · g2 білий пішак · h2 білий пішак · a1 біла тура · b1 білий кінь · c1 білий слон · d1 білий ферзь · e1 білий король · f1 білий слон · h1 біла тура | a8 чорна тура · b8 чорний кінь · c8 чорний слон · d8 чорний ферзь · e8 чорний король · h8 чорна тура · a7 чорний пішак · b7 чорний пішак · c7 чорний пішак · e7 чорний пішак · f7 чорний пішак · g7 чорний слон · h7 чорний пішак · f6 чорний кінь · g6 чорний пішак · d5 чорний пішак · f4 білий пішак · b3 білий пішак · e3 білий пішак · f3 білий кінь · a2 білий пішак · c2 білий пішак · d2 білий пішак · g2 білий пішак · h2 білий пішак · a1 біла тура · b1 білий кінь · c1 білий слон · d1 білий ферзь · e1 білий король · f1 білий слон · h1 біла тура | a8 чорна тура · b8 чорний кінь · c8 чорний слон · d8 чорний ферзь · e8 чорний король · h8 чорна тура · a7 чорний пішак · b7 чорний пішак · c7 чорний пішак · e7 чорний пішак · f7 чорний пішак · g7 чорний слон · h7 чорний пішак · f6 чорний кінь · g6 чорний пішак · d5 чорний пішак · f4 білий пішак · b3 білий пішак · e3 білий пішак · f3 білий кінь · a2 білий пішак · c2 білий пішак · d2 білий пішак · g2 білий пішак · h2 білий пішак · a1 біла тура · b1 білий кінь · c1 білий слон · d1 білий ферзь · e1 білий король · f1 білий слон · h1 біла тура | a8 чорна тура · b8 чорний кінь · c8 чорний слон · d8 чорний ферзь · e8 чорний король · h8 чорна тура · a7 чорний пішак · b7 чорний пішак · c7 чорний пішак · e7 чорний пішак · f7 чорний пішак · g7 чорний слон · h7 чорний пішак · f6 чорний кінь · g6 чорний пішак · d5 чорний пішак · f4 білий пішак · b3 білий пішак · e3 білий пішак · f3 білий кінь · a2 білий пішак · c2 білий пішак · d2 білий пішак · g2 білий пішак · h2 білий пішак · a1 біла тура · b1 білий кінь · c1 білий слон · d1 білий ферзь · e1 білий король · f1 білий слон · h1 біла тура | 8 |
| 7 | a8 чорна тура · b8 чорний кінь · c8 чорний слон · d8 чорний ферзь · e8 чорний король · h8 чорна тура · a7 чорний пішак · b7 чорний пішак · c7 чорний пішак · e7 чорний пішак · f7 чорний пішак · g7 чорний слон · h7 чорний пішак · f6 чорний кінь · g6 чорний пішак · d5 чорний пішак · f4 білий пішак · b3 білий пішак · e3 білий пішак · f3 білий кінь · a2 білий пішак · c2 білий пішак · d2 білий пішак · g2 білий пішак · h2 білий пішак · a1 біла тура · b1 білий кінь · c1 білий слон · d1 білий ферзь · e1 білий король · f1 білий слон · h1 біла тура | a8 чорна тура · b8 чорний кінь · c8 чорний слон · d8 чорний ферзь · e8 чорний король · h8 чорна тура · a7 чорний пішак · b7 чорний пішак · c7 чорний пішак · e7 чорний пішак · f7 чорний пішак · g7 чорний слон · h7 чорний пішак · f6 чорний кінь · g6 чорний пішак · d5 чорний пішак · f4 білий пішак · b3 білий пішак · e3 білий пішак · f3 білий кінь · a2 білий пішак · c2 білий пішак · d2 білий пішак · g2 білий пішак · h2 білий пішак · a1 біла тура · b1 білий кінь · c1 білий слон · d1 білий ферзь · e1 білий король · f1 білий слон · h1 біла тура | a8 чорна тура · b8 чорний кінь · c8 чорний слон · d8 чорний ферзь · e8 чорний король · h8 чорна тура · a7 чорний пішак · b7 чорний пішак · c7 чорний пішак · e7 чорний пішак · f7 чорний пішак · g7 чорний слон · h7 чорний пішак · f6 чорний кінь · g6 чорний пішак · d5 чорний пішак · f4 білий пішак · b3 білий пішак · e3 білий пішак · f3 білий кінь · a2 білий пішак · c2 білий пішак · d2 білий пішак · g2 білий пішак · h2 білий пішак · a1 біла тура · b1 білий кінь · c1 білий слон · d1 білий ферзь · e1 білий король · f1 білий слон · h1 біла тура | a8 чорна тура · b8 чорний кінь · c8 чорний слон · d8 чорний ферзь · e8 чорний король · h8 чорна тура · a7 чорний пішак · b7 чорний пішак · c7 чорний пішак · e7 чорний пішак · f7 чорний пішак · g7 чорний слон · h7 чорний пішак · f6 чорний кінь · g6 чорний пішак · d5 чорний пішак · f4 білий пішак · b3 білий пішак · e3 білий пішак · f3 білий кінь · a2 білий пішак · c2 білий пішак · d2 білий пішак · g2 білий пішак · h2 білий пішак · a1 біла тура · b1 білий кінь · c1 білий слон · d1 білий ферзь · e1 білий король · f1 білий слон · h1 біла тура | a8 чорна тура · b8 чорний кінь · c8 чорний слон · d8 чорний ферзь · e8 чорний король · h8 чорна тура · a7 чорний пішак · b7 чорний пішак · c7 чорний пішак · e7 чорний пішак · f7 чорний пішак · g7 чорний слон · h7 чорний пішак · f6 чорний кінь · g6 чорний пішак · d5 чорний пішак · f4 білий пішак · b3 білий пішак · e3 білий пішак · f3 білий кінь · a2 білий пішак · c2 білий пішак · d2 білий пішак · g2 білий пішак · h2 білий пішак · a1 біла тура · b1 білий кінь · c1 білий слон · d1 білий ферзь · e1 білий король · f1 білий слон · h1 біла тура | a8 чорна тура · b8 чорний кінь · c8 чорний слон · d8 чорний ферзь · e8 чорний король · h8 чорна тура · a7 чорний пішак · b7 чорний пішак · c7 чорний пішак · e7 чорний пішак · f7 чорний пішак · g7 чорний слон · h7 чорний пішак · f6 чорний кінь · g6 чорний пішак · d5 чорний пішак · f4 білий пішак · b3 білий пішак · e3 білий пішак · f3 білий кінь · a2 білий пішак · c2 білий пішак · d2 білий пішак · g2 білий пішак · h2 білий пішак · a1 біла тура · b1 білий кінь · c1 білий слон · d1 білий ферзь · e1 білий король · f1 білий слон · h1 біла тура | a8 чорна тура · b8 чорний кінь · c8 чорний слон · d8 чорний ферзь · e8 чорний король · h8 чорна тура · a7 чорний пішак · b7 чорний пішак · c7 чорний пішак · e7 чорний пішак · f7 чорний пішак · g7 чорний слон · h7 чорний пішак · f6 чорний кінь · g6 чорний пішак · d5 чорний пішак · f4 білий пішак · b3 білий пішак · e3 білий пішак · f3 білий кінь · a2 білий пішак · c2 білий пішак · d2 білий пішак · g2 білий пішак · h2 білий пішак · a1 біла тура · b1 білий кінь · c1 білий слон · d1 білий ферзь · e1 білий король · f1 білий слон · h1 біла тура | a8 чорна тура · b8 чорний кінь · c8 чорний слон · d8 чорний ферзь · e8 чорний король · h8 чорна тура · a7 чорний пішак · b7 чорний пішак · c7 чорний пішак · e7 чорний пішак · f7 чорний пішак · g7 чорний слон · h7 чорний пішак · f6 чорний кінь · g6 чорний пішак · d5 чорний пішак · f4 білий пішак · b3 білий пішак · e3 білий пішак · f3 білий кінь · a2 білий пішак · c2 білий пішак · d2 білий пішак · g2 білий пішак · h2 білий пішак · a1 біла тура · b1 білий кінь · c1 білий слон · d1 білий ферзь · e1 білий король · f1 білий слон · h1 біла тура | 7 |
| 6 | a8 чорна тура · b8 чорний кінь · c8 чорний слон · d8 чорний ферзь · e8 чорний король · h8 чорна тура · a7 чорний пішак · b7 чорний пішак · c7 чорний пішак · e7 чорний пішак · f7 чорний пішак · g7 чорний слон · h7 чорний пішак · f6 чорний кінь · g6 чорний пішак · d5 чорний пішак · f4 білий пішак · b3 білий пішак · e3 білий пішак · f3 білий кінь · a2 білий пішак · c2 білий пішак · d2 білий пішак · g2 білий пішак · h2 білий пішак · a1 біла тура · b1 білий кінь · c1 білий слон · d1 білий ферзь · e1 білий король · f1 білий слон · h1 біла тура | a8 чорна тура · b8 чорний кінь · c8 чорний слон · d8 чорний ферзь · e8 чорний король · h8 чорна тура · a7 чорний пішак · b7 чорний пішак · c7 чорний пішак · e7 чорний пішак · f7 чорний пішак · g7 чорний слон · h7 чорний пішак · f6 чорний кінь · g6 чорний пішак · d5 чорний пішак · f4 білий пішак · b3 білий пішак · e3 білий пішак · f3 білий кінь · a2 білий пішак · c2 білий пішак · d2 білий пішак · g2 білий пішак · h2 білий пішак · a1 біла тура · b1 білий кінь · c1 білий слон · d1 білий ферзь · e1 білий король · f1 білий слон · h1 біла тура | a8 чорна тура · b8 чорний кінь · c8 чорний слон · d8 чорний ферзь · e8 чорний король · h8 чорна тура · a7 чорний пішак · b7 чорний пішак · c7 чорний пішак · e7 чорний пішак · f7 чорний пішак · g7 чорний слон · h7 чорний пішак · f6 чорний кінь · g6 чорний пішак · d5 чорний пішак · f4 білий пішак · b3 білий пішак · e3 білий пішак · f3 білий кінь · a2 білий пішак · c2 білий пішак · d2 білий пішак · g2 білий пішак · h2 білий пішак · a1 біла тура · b1 білий кінь · c1 білий слон · d1 білий ферзь · e1 білий король · f1 білий слон · h1 біла тура | a8 чорна тура · b8 чорний кінь · c8 чорний слон · d8 чорний ферзь · e8 чорний король · h8 чорна тура · a7 чорний пішак · b7 чорний пішак · c7 чорний пішак · e7 чорний пішак · f7 чорний пішак · g7 чорний слон · h7 чорний пішак · f6 чорний кінь · g6 чорний пішак · d5 чорний пішак · f4 білий пішак · b3 білий пішак · e3 білий пішак · f3 білий кінь · a2 білий пішак · c2 білий пішак · d2 білий пішак · g2 білий пішак · h2 білий пішак · a1 біла тура · b1 білий кінь · c1 білий слон · d1 білий ферзь · e1 білий король · f1 білий слон · h1 біла тура | a8 чорна тура · b8 чорний кінь · c8 чорний слон · d8 чорний ферзь · e8 чорний король · h8 чорна тура · a7 чорний пішак · b7 чорний пішак · c7 чорний пішак · e7 чорний пішак · f7 чорний пішак · g7 чорний слон · h7 чорний пішак · f6 чорний кінь · g6 чорний пішак · d5 чорний пішак · f4 білий пішак · b3 білий пішак · e3 білий пішак · f3 білий кінь · a2 білий пішак · c2 білий пішак · d2 білий пішак · g2 білий пішак · h2 білий пішак · a1 біла тура · b1 білий кінь · c1 білий слон · d1 білий ферзь · e1 білий король · f1 білий слон · h1 біла тура | a8 чорна тура · b8 чорний кінь · c8 чорний слон · d8 чорний ферзь · e8 чорний король · h8 чорна тура · a7 чорний пішак · b7 чорний пішак · c7 чорний пішак · e7 чорний пішак · f7 чорний пішак · g7 чорний слон · h7 чорний пішак · f6 чорний кінь · g6 чорний пішак · d5 чорний пішак · f4 білий пішак · b3 білий пішак · e3 білий пішак · f3 білий кінь · a2 білий пішак · c2 білий пішак · d2 білий пішак · g2 білий пішак · h2 білий пішак · a1 біла тура · b1 білий кінь · c1 білий слон · d1 білий ферзь · e1 білий король · f1 білий слон · h1 біла тура | a8 чорна тура · b8 чорний кінь · c8 чорний слон · d8 чорний ферзь · e8 чорний король · h8 чорна тура · a7 чорний пішак · b7 чорний пішак · c7 чорний пішак · e7 чорний пішак · f7 чорний пішак · g7 чорний слон · h7 чорний пішак · f6 чорний кінь · g6 чорний пішак · d5 чорний пішак · f4 білий пішак · b3 білий пішак · e3 білий пішак · f3 білий кінь · a2 білий пішак · c2 білий пішак · d2 білий пішак · g2 білий пішак · h2 білий пішак · a1 біла тура · b1 білий кінь · c1 білий слон · d1 білий ферзь · e1 білий король · f1 білий слон · h1 біла тура | a8 чорна тура · b8 чорний кінь · c8 чорний слон · d8 чорний ферзь · e8 чорний король · h8 чорна тура · a7 чорний пішак · b7 чорний пішак · c7 чорний пішак · e7 чорний пішак · f7 чорний пішак · g7 чорний слон · h7 чорний пішак · f6 чорний кінь · g6 чорний пішак · d5 чорний пішак · f4 білий пішак · b3 білий пішак · e3 білий пішак · f3 білий кінь · a2 білий пішак · c2 білий пішак · d2 білий пішак · g2 білий пішак · h2 білий пішак · a1 біла тура · b1 білий кінь · c1 білий слон · d1 білий ферзь · e1 білий король · f1 білий слон · h1 біла тура | 6 |
| 5 | a8 чорна тура · b8 чорний кінь · c8 чорний слон · d8 чорний ферзь · e8 чорний король · h8 чорна тура · a7 чорний пішак · b7 чорний пішак · c7 чорний пішак · e7 чорний пішак · f7 чорний пішак · g7 чорний слон · h7 чорний пішак · f6 чорний кінь · g6 чорний пішак · d5 чорний пішак · f4 білий пішак · b3 білий пішак · e3 білий пішак · f3 білий кінь · a2 білий пішак · c2 білий пішак · d2 білий пішак · g2 білий пішак · h2 білий пішак · a1 біла тура · b1 білий кінь · c1 білий слон · d1 білий ферзь · e1 білий король · f1 білий слон · h1 біла тура | a8 чорна тура · b8 чорний кінь · c8 чорний слон · d8 чорний ферзь · e8 чорний король · h8 чорна тура · a7 чорний пішак · b7 чорний пішак · c7 чорний пішак · e7 чорний пішак · f7 чорний пішак · g7 чорний слон · h7 чорний пішак · f6 чорний кінь · g6 чорний пішак · d5 чорний пішак · f4 білий пішак · b3 білий пішак · e3 білий пішак · f3 білий кінь · a2 білий пішак · c2 білий пішак · d2 білий пішак · g2 білий пішак · h2 білий пішак · a1 біла тура · b1 білий кінь · c1 білий слон · d1 білий ферзь · e1 білий король · f1 білий слон · h1 біла тура | a8 чорна тура · b8 чорний кінь · c8 чорний слон · d8 чорний ферзь · e8 чорний король · h8 чорна тура · a7 чорний пішак · b7 чорний пішак · c7 чорний пішак · e7 чорний пішак · f7 чорний пішак · g7 чорний слон · h7 чорний пішак · f6 чорний кінь · g6 чорний пішак · d5 чорний пішак · f4 білий пішак · b3 білий пішак · e3 білий пішак · f3 білий кінь · a2 білий пішак · c2 білий пішак · d2 білий пішак · g2 білий пішак · h2 білий пішак · a1 біла тура · b1 білий кінь · c1 білий слон · d1 білий ферзь · e1 білий король · f1 білий слон · h1 біла тура | a8 чорна тура · b8 чорний кінь · c8 чорний слон · d8 чорний ферзь · e8 чорний король · h8 чорна тура · a7 чорний пішак · b7 чорний пішак · c7 чорний пішак · e7 чорний пішак · f7 чорний пішак · g7 чорний слон · h7 чорний пішак · f6 чорний кінь · g6 чорний пішак · d5 чорний пішак · f4 білий пішак · b3 білий пішак · e3 білий пішак · f3 білий кінь · a2 білий пішак · c2 білий пішак · d2 білий пішак · g2 білий пішак · h2 білий пішак · a1 біла тура · b1 білий кінь · c1 білий слон · d1 білий ферзь · e1 білий король · f1 білий слон · h1 біла тура | a8 чорна тура · b8 чорний кінь · c8 чорний слон · d8 чорний ферзь · e8 чорний король · h8 чорна тура · a7 чорний пішак · b7 чорний пішак · c7 чорний пішак · e7 чорний пішак · f7 чорний пішак · g7 чорний слон · h7 чорний пішак · f6 чорний кінь · g6 чорний пішак · d5 чорний пішак · f4 білий пішак · b3 білий пішак · e3 білий пішак · f3 білий кінь · a2 білий пішак · c2 білий пішак · d2 білий пішак · g2 білий пішак · h2 білий пішак · a1 біла тура · b1 білий кінь · c1 білий слон · d1 білий ферзь · e1 білий король · f1 білий слон · h1 біла тура | a8 чорна тура · b8 чорний кінь · c8 чорний слон · d8 чорний ферзь · e8 чорний король · h8 чорна тура · a7 чорний пішак · b7 чорний пішак · c7 чорний пішак · e7 чорний пішак · f7 чорний пішак · g7 чорний слон · h7 чорний пішак · f6 чорний кінь · g6 чорний пішак · d5 чорний пішак · f4 білий пішак · b3 білий пішак · e3 білий пішак · f3 білий кінь · a2 білий пішак · c2 білий пішак · d2 білий пішак · g2 білий пішак · h2 білий пішак · a1 біла тура · b1 білий кінь · c1 білий слон · d1 білий ферзь · e1 білий король · f1 білий слон · h1 біла тура | a8 чорна тура · b8 чорний кінь · c8 чорний слон · d8 чорний ферзь · e8 чорний король · h8 чорна тура · a7 чорний пішак · b7 чорний пішак · c7 чорний пішак · e7 чорний пішак · f7 чорний пішак · g7 чорний слон · h7 чорний пішак · f6 чорний кінь · g6 чорний пішак · d5 чорний пішак · f4 білий пішак · b3 білий пішак · e3 білий пішак · f3 білий кінь · a2 білий пішак · c2 білий пішак · d2 білий пішак · g2 білий пішак · h2 білий пішак · a1 біла тура · b1 білий кінь · c1 білий слон · d1 білий ферзь · e1 білий король · f1 білий слон · h1 біла тура | a8 чорна тура · b8 чорний кінь · c8 чорний слон · d8 чорний ферзь · e8 чорний король · h8 чорна тура · a7 чорний пішак · b7 чорний пішак · c7 чорний пішак · e7 чорний пішак · f7 чорний пішак · g7 чорний слон · h7 чорний пішак · f6 чорний кінь · g6 чорний пішак · d5 чорний пішак · f4 білий пішак · b3 білий пішак · e3 білий пішак · f3 білий кінь · a2 білий пішак · c2 білий пішак · d2 білий пішак · g2 білий пішак · h2 білий пішак · a1 біла тура · b1 білий кінь · c1 білий слон · d1 білий ферзь · e1 білий король · f1 білий слон · h1 біла тура | 5 |
| 4 | a8 чорна тура · b8 чорний кінь · c8 чорний слон · d8 чорний ферзь · e8 чорний король · h8 чорна тура · a7 чорний пішак · b7 чорний пішак · c7 чорний пішак · e7 чорний пішак · f7 чорний пішак · g7 чорний слон · h7 чорний пішак · f6 чорний кінь · g6 чорний пішак · d5 чорний пішак · f4 білий пішак · b3 білий пішак · e3 білий пішак · f3 білий кінь · a2 білий пішак · c2 білий пішак · d2 білий пішак · g2 білий пішак · h2 білий пішак · a1 біла тура · b1 білий кінь · c1 білий слон · d1 білий ферзь · e1 білий король · f1 білий слон · h1 біла тура | a8 чорна тура · b8 чорний кінь · c8 чорний слон · d8 чорний ферзь · e8 чорний король · h8 чорна тура · a7 чорний пішак · b7 чорний пішак · c7 чорний пішак · e7 чорний пішак · f7 чорний пішак · g7 чорний слон · h7 чорний пішак · f6 чорний кінь · g6 чорний пішак · d5 чорний пішак · f4 білий пішак · b3 білий пішак · e3 білий пішак · f3 білий кінь · a2 білий пішак · c2 білий пішак · d2 білий пішак · g2 білий пішак · h2 білий пішак · a1 біла тура · b1 білий кінь · c1 білий слон · d1 білий ферзь · e1 білий король · f1 білий слон · h1 біла тура | a8 чорна тура · b8 чорний кінь · c8 чорний слон · d8 чорний ферзь · e8 чорний король · h8 чорна тура · a7 чорний пішак · b7 чорний пішак · c7 чорний пішак · e7 чорний пішак · f7 чорний пішак · g7 чорний слон · h7 чорний пішак · f6 чорний кінь · g6 чорний пішак · d5 чорний пішак · f4 білий пішак · b3 білий пішак · e3 білий пішак · f3 білий кінь · a2 білий пішак · c2 білий пішак · d2 білий пішак · g2 білий пішак · h2 білий пішак · a1 біла тура · b1 білий кінь · c1 білий слон · d1 білий ферзь · e1 білий король · f1 білий слон · h1 біла тура | a8 чорна тура · b8 чорний кінь · c8 чорний слон · d8 чорний ферзь · e8 чорний король · h8 чорна тура · a7 чорний пішак · b7 чорний пішак · c7 чорний пішак · e7 чорний пішак · f7 чорний пішак · g7 чорний слон · h7 чорний пішак · f6 чорний кінь · g6 чорний пішак · d5 чорний пішак · f4 білий пішак · b3 білий пішак · e3 білий пішак · f3 білий кінь · a2 білий пішак · c2 білий пішак · d2 білий пішак · g2 білий пішак · h2 білий пішак · a1 біла тура · b1 білий кінь · c1 білий слон · d1 білий ферзь · e1 білий король · f1 білий слон · h1 біла тура | a8 чорна тура · b8 чорний кінь · c8 чорний слон · d8 чорний ферзь · e8 чорний король · h8 чорна тура · a7 чорний пішак · b7 чорний пішак · c7 чорний пішак · e7 чорний пішак · f7 чорний пішак · g7 чорний слон · h7 чорний пішак · f6 чорний кінь · g6 чорний пішак · d5 чорний пішак · f4 білий пішак · b3 білий пішак · e3 білий пішак · f3 білий кінь · a2 білий пішак · c2 білий пішак · d2 білий пішак · g2 білий пішак · h2 білий пішак · a1 біла тура · b1 білий кінь · c1 білий слон · d1 білий ферзь · e1 білий король · f1 білий слон · h1 біла тура | a8 чорна тура · b8 чорний кінь · c8 чорний слон · d8 чорний ферзь · e8 чорний король · h8 чорна тура · a7 чорний пішак · b7 чорний пішак · c7 чорний пішак · e7 чорний пішак · f7 чорний пішак · g7 чорний слон · h7 чорний пішак · f6 чорний кінь · g6 чорний пішак · d5 чорний пішак · f4 білий пішак · b3 білий пішак · e3 білий пішак · f3 білий кінь · a2 білий пішак · c2 білий пішак · d2 білий пішак · g2 білий пішак · h2 білий пішак · a1 біла тура · b1 білий кінь · c1 білий слон · d1 білий ферзь · e1 білий король · f1 білий слон · h1 біла тура | a8 чорна тура · b8 чорний кінь · c8 чорний слон · d8 чорний ферзь · e8 чорний король · h8 чорна тура · a7 чорний пішак · b7 чорний пішак · c7 чорний пішак · e7 чорний пішак · f7 чорний пішак · g7 чорний слон · h7 чорний пішак · f6 чорний кінь · g6 чорний пішак · d5 чорний пішак · f4 білий пішак · b3 білий пішак · e3 білий пішак · f3 білий кінь · a2 білий пішак · c2 білий пішак · d2 білий пішак · g2 білий пішак · h2 білий пішак · a1 біла тура · b1 білий кінь · c1 білий слон · d1 білий ферзь · e1 білий король · f1 білий слон · h1 біла тура | a8 чорна тура · b8 чорний кінь · c8 чорний слон · d8 чорний ферзь · e8 чорний король · h8 чорна тура · a7 чорний пішак · b7 чорний пішак · c7 чорний пішак · e7 чорний пішак · f7 чорний пішак · g7 чорний слон · h7 чорний пішак · f6 чорний кінь · g6 чорний пішак · d5 чорний пішак · f4 білий пішак · b3 білий пішак · e3 білий пішак · f3 білий кінь · a2 білий пішак · c2 білий пішак · d2 білий пішак · g2 білий пішак · h2 білий пішак · a1 біла тура · b1 білий кінь · c1 білий слон · d1 білий ферзь · e1 білий король · f1 білий слон · h1 біла тура | 4 |
| 3 | a8 чорна тура · b8 чорний кінь · c8 чорний слон · d8 чорний ферзь · e8 чорний король · h8 чорна тура · a7 чорний пішак · b7 чорний пішак · c7 чорний пішак · e7 чорний пішак · f7 чорний пішак · g7 чорний слон · h7 чорний пішак · f6 чорний кінь · g6 чорний пішак · d5 чорний пішак · f4 білий пішак · b3 білий пішак · e3 білий пішак · f3 білий кінь · a2 білий пішак · c2 білий пішак · d2 білий пішак · g2 білий пішак · h2 білий пішак · a1 біла тура · b1 білий кінь · c1 білий слон · d1 білий ферзь · e1 білий король · f1 білий слон · h1 біла тура | a8 чорна тура · b8 чорний кінь · c8 чорний слон · d8 чорний ферзь · e8 чорний король · h8 чорна тура · a7 чорний пішак · b7 чорний пішак · c7 чорний пішак · e7 чорний пішак · f7 чорний пішак · g7 чорний слон · h7 чорний пішак · f6 чорний кінь · g6 чорний пішак · d5 чорний пішак · f4 білий пішак · b3 білий пішак · e3 білий пішак · f3 білий кінь · a2 білий пішак · c2 білий пішак · d2 білий пішак · g2 білий пішак · h2 білий пішак · a1 біла тура · b1 білий кінь · c1 білий слон · d1 білий ферзь · e1 білий король · f1 білий слон · h1 біла тура | a8 чорна тура · b8 чорний кінь · c8 чорний слон · d8 чорний ферзь · e8 чорний король · h8 чорна тура · a7 чорний пішак · b7 чорний пішак · c7 чорний пішак · e7 чорний пішак · f7 чорний пішак · g7 чорний слон · h7 чорний пішак · f6 чорний кінь · g6 чорний пішак · d5 чорний пішак · f4 білий пішак · b3 білий пішак · e3 білий пішак · f3 білий кінь · a2 білий пішак · c2 білий пішак · d2 білий пішак · g2 білий пішак · h2 білий пішак · a1 біла тура · b1 білий кінь · c1 білий слон · d1 білий ферзь · e1 білий король · f1 білий слон · h1 біла тура | a8 чорна тура · b8 чорний кінь · c8 чорний слон · d8 чорний ферзь · e8 чорний король · h8 чорна тура · a7 чорний пішак · b7 чорний пішак · c7 чорний пішак · e7 чорний пішак · f7 чорний пішак · g7 чорний слон · h7 чорний пішак · f6 чорний кінь · g6 чорний пішак · d5 чорний пішак · f4 білий пішак · b3 білий пішак · e3 білий пішак · f3 білий кінь · a2 білий пішак · c2 білий пішак · d2 білий пішак · g2 білий пішак · h2 білий пішак · a1 біла тура · b1 білий кінь · c1 білий слон · d1 білий ферзь · e1 білий король · f1 білий слон · h1 біла тура | a8 чорна тура · b8 чорний кінь · c8 чорний слон · d8 чорний ферзь · e8 чорний король · h8 чорна тура · a7 чорний пішак · b7 чорний пішак · c7 чорний пішак · e7 чорний пішак · f7 чорний пішак · g7 чорний слон · h7 чорний пішак · f6 чорний кінь · g6 чорний пішак · d5 чорний пішак · f4 білий пішак · b3 білий пішак · e3 білий пішак · f3 білий кінь · a2 білий пішак · c2 білий пішак · d2 білий пішак · g2 білий пішак · h2 білий пішак · a1 біла тура · b1 білий кінь · c1 білий слон · d1 білий ферзь · e1 білий король · f1 білий слон · h1 біла тура | a8 чорна тура · b8 чорний кінь · c8 чорний слон · d8 чорний ферзь · e8 чорний король · h8 чорна тура · a7 чорний пішак · b7 чорний пішак · c7 чорний пішак · e7 чорний пішак · f7 чорний пішак · g7 чорний слон · h7 чорний пішак · f6 чорний кінь · g6 чорний пішак · d5 чорний пішак · f4 білий пішак · b3 білий пішак · e3 білий пішак · f3 білий кінь · a2 білий пішак · c2 білий пішак · d2 білий пішак · g2 білий пішак · h2 білий пішак · a1 біла тура · b1 білий кінь · c1 білий слон · d1 білий ферзь · e1 білий король · f1 білий слон · h1 біла тура | a8 чорна тура · b8 чорний кінь · c8 чорний слон · d8 чорний ферзь · e8 чорний король · h8 чорна тура · a7 чорний пішак · b7 чорний пішак · c7 чорний пішак · e7 чорний пішак · f7 чорний пішак · g7 чорний слон · h7 чорний пішак · f6 чорний кінь · g6 чорний пішак · d5 чорний пішак · f4 білий пішак · b3 білий пішак · e3 білий пішак · f3 білий кінь · a2 білий пішак · c2 білий пішак · d2 білий пішак · g2 білий пішак · h2 білий пішак · a1 біла тура · b1 білий кінь · c1 білий слон · d1 білий ферзь · e1 білий король · f1 білий слон · h1 біла тура | a8 чорна тура · b8 чорний кінь · c8 чорний слон · d8 чорний ферзь · e8 чорний король · h8 чорна тура · a7 чорний пішак · b7 чорний пішак · c7 чорний пішак · e7 чорний пішак · f7 чорний пішак · g7 чорний слон · h7 чорний пішак · f6 чорний кінь · g6 чорний пішак · d5 чорний пішак · f4 білий пішак · b3 білий пішак · e3 білий пішак · f3 білий кінь · a2 білий пішак · c2 білий пішак · d2 білий пішак · g2 білий пішак · h2 білий пішак · a1 біла тура · b1 білий кінь · c1 білий слон · d1 білий ферзь · e1 білий король · f1 білий слон · h1 біла тура | 3 |
| 2 | a8 чорна тура · b8 чорний кінь · c8 чорний слон · d8 чорний ферзь · e8 чорний король · h8 чорна тура · a7 чорний пішак · b7 чорний пішак · c7 чорний пішак · e7 чорний пішак · f7 чорний пішак · g7 чорний слон · h7 чорний пішак · f6 чорний кінь · g6 чорний пішак · d5 чорний пішак · f4 білий пішак · b3 білий пішак · e3 білий пішак · f3 білий кінь · a2 білий пішак · c2 білий пішак · d2 білий пішак · g2 білий пішак · h2 білий пішак · a1 біла тура · b1 білий кінь · c1 білий слон · d1 білий ферзь · e1 білий король · f1 білий слон · h1 біла тура | a8 чорна тура · b8 чорний кінь · c8 чорний слон · d8 чорний ферзь · e8 чорний король · h8 чорна тура · a7 чорний пішак · b7 чорний пішак · c7 чорний пішак · e7 чорний пішак · f7 чорний пішак · g7 чорний слон · h7 чорний пішак · f6 чорний кінь · g6 чорний пішак · d5 чорний пішак · f4 білий пішак · b3 білий пішак · e3 білий пішак · f3 білий кінь · a2 білий пішак · c2 білий пішак · d2 білий пішак · g2 білий пішак · h2 білий пішак · a1 біла тура · b1 білий кінь · c1 білий слон · d1 білий ферзь · e1 білий король · f1 білий слон · h1 біла тура | a8 чорна тура · b8 чорний кінь · c8 чорний слон · d8 чорний ферзь · e8 чорний король · h8 чорна тура · a7 чорний пішак · b7 чорний пішак · c7 чорний пішак · e7 чорний пішак · f7 чорний пішак · g7 чорний слон · h7 чорний пішак · f6 чорний кінь · g6 чорний пішак · d5 чорний пішак · f4 білий пішак · b3 білий пішак · e3 білий пішак · f3 білий кінь · a2 білий пішак · c2 білий пішак · d2 білий пішак · g2 білий пішак · h2 білий пішак · a1 біла тура · b1 білий кінь · c1 білий слон · d1 білий ферзь · e1 білий король · f1 білий слон · h1 біла тура | a8 чорна тура · b8 чорний кінь · c8 чорний слон · d8 чорний ферзь · e8 чорний король · h8 чорна тура · a7 чорний пішак · b7 чорний пішак · c7 чорний пішак · e7 чорний пішак · f7 чорний пішак · g7 чорний слон · h7 чорний пішак · f6 чорний кінь · g6 чорний пішак · d5 чорний пішак · f4 білий пішак · b3 білий пішак · e3 білий пішак · f3 білий кінь · a2 білий пішак · c2 білий пішак · d2 білий пішак · g2 білий пішак · h2 білий пішак · a1 біла тура · b1 білий кінь · c1 білий слон · d1 білий ферзь · e1 білий король · f1 білий слон · h1 біла тура | a8 чорна тура · b8 чорний кінь · c8 чорний слон · d8 чорний ферзь · e8 чорний король · h8 чорна тура · a7 чорний пішак · b7 чорний пішак · c7 чорний пішак · e7 чорний пішак · f7 чорний пішак · g7 чорний слон · h7 чорний пішак · f6 чорний кінь · g6 чорний пішак · d5 чорний пішак · f4 білий пішак · b3 білий пішак · e3 білий пішак · f3 білий кінь · a2 білий пішак · c2 білий пішак · d2 білий пішак · g2 білий пішак · h2 білий пішак · a1 біла тура · b1 білий кінь · c1 білий слон · d1 білий ферзь · e1 білий король · f1 білий слон · h1 біла тура | a8 чорна тура · b8 чорний кінь · c8 чорний слон · d8 чорний ферзь · e8 чорний король · h8 чорна тура · a7 чорний пішак · b7 чорний пішак · c7 чорний пішак · e7 чорний пішак · f7 чорний пішак · g7 чорний слон · h7 чорний пішак · f6 чорний кінь · g6 чорний пішак · d5 чорний пішак · f4 білий пішак · b3 білий пішак · e3 білий пішак · f3 білий кінь · a2 білий пішак · c2 білий пішак · d2 білий пішак · g2 білий пішак · h2 білий пішак · a1 біла тура · b1 білий кінь · c1 білий слон · d1 білий ферзь · e1 білий король · f1 білий слон · h1 біла тура | a8 чорна тура · b8 чорний кінь · c8 чорний слон · d8 чорний ферзь · e8 чорний король · h8 чорна тура · a7 чорний пішак · b7 чорний пішак · c7 чорний пішак · e7 чорний пішак · f7 чорний пішак · g7 чорний слон · h7 чорний пішак · f6 чорний кінь · g6 чорний пішак · d5 чорний пішак · f4 білий пішак · b3 білий пішак · e3 білий пішак · f3 білий кінь · a2 білий пішак · c2 білий пішак · d2 білий пішак · g2 білий пішак · h2 білий пішак · a1 біла тура · b1 білий кінь · c1 білий слон · d1 білий ферзь · e1 білий король · f1 білий слон · h1 біла тура | a8 чорна тура · b8 чорний кінь · c8 чорний слон · d8 чорний ферзь · e8 чорний король · h8 чорна тура · a7 чорний пішак · b7 чорний пішак · c7 чорний пішак · e7 чорний пішак · f7 чорний пішак · g7 чорний слон · h7 чорний пішак · f6 чорний кінь · g6 чорний пішак · d5 чорний пішак · f4 білий пішак · b3 білий пішак · e3 білий пішак · f3 білий кінь · a2 білий пішак · c2 білий пішак · d2 білий пішак · g2 білий пішак · h2 білий пішак · a1 біла тура · b1 білий кінь · c1 білий слон · d1 білий ферзь · e1 білий король · f1 білий слон · h1 біла тура | 2 |
| 1 | a8 чорна тура · b8 чорний кінь · c8 чорний слон · d8 чорний ферзь · e8 чорний король · h8 чорна тура · a7 чорний пішак · b7 чорний пішак · c7 чорний пішак · e7 чорний пішак · f7 чорний пішак · g7 чорний слон · h7 чорний пішак · f6 чорний кінь · g6 чорний пішак · d5 чорний пішак · f4 білий пішак · b3 білий пішак · e3 білий пішак · f3 білий кінь · a2 білий пішак · c2 білий пішак · d2 білий пішак · g2 білий пішак · h2 білий пішак · a1 біла тура · b1 білий кінь · c1 білий слон · d1 білий ферзь · e1 білий король · f1 білий слон · h1 біла тура | a8 чорна тура · b8 чорний кінь · c8 чорний слон · d8 чорний ферзь · e8 чорний король · h8 чорна тура · a7 чорний пішак · b7 чорний пішак · c7 чорний пішак · e7 чорний пішак · f7 чорний пішак · g7 чорний слон · h7 чорний пішак · f6 чорний кінь · g6 чорний пішак · d5 чорний пішак · f4 білий пішак · b3 білий пішак · e3 білий пішак · f3 білий кінь · a2 білий пішак · c2 білий пішак · d2 білий пішак · g2 білий пішак · h2 білий пішак · a1 біла тура · b1 білий кінь · c1 білий слон · d1 білий ферзь · e1 білий король · f1 білий слон · h1 біла тура | a8 чорна тура · b8 чорний кінь · c8 чорний слон · d8 чорний ферзь · e8 чорний король · h8 чорна тура · a7 чорний пішак · b7 чорний пішак · c7 чорний пішак · e7 чорний пішак · f7 чорний пішак · g7 чорний слон · h7 чорний пішак · f6 чорний кінь · g6 чорний пішак · d5 чорний пішак · f4 білий пішак · b3 білий пішак · e3 білий пішак · f3 білий кінь · a2 білий пішак · c2 білий пішак · d2 білий пішак · g2 білий пішак · h2 білий пішак · a1 біла тура · b1 білий кінь · c1 білий слон · d1 білий ферзь · e1 білий король · f1 білий слон · h1 біла тура | a8 чорна тура · b8 чорний кінь · c8 чорний слон · d8 чорний ферзь · e8 чорний король · h8 чорна тура · a7 чорний пішак · b7 чорний пішак · c7 чорний пішак · e7 чорний пішак · f7 чорний пішак · g7 чорний слон · h7 чорний пішак · f6 чорний кінь · g6 чорний пішак · d5 чорний пішак · f4 білий пішак · b3 білий пішак · e3 білий пішак · f3 білий кінь · a2 білий пішак · c2 білий пішак · d2 білий пішак · g2 білий пішак · h2 білий пішак · a1 біла тура · b1 білий кінь · c1 білий слон · d1 білий ферзь · e1 білий король · f1 білий слон · h1 біла тура | a8 чорна тура · b8 чорний кінь · c8 чорний слон · d8 чорний ферзь · e8 чорний король · h8 чорна тура · a7 чорний пішак · b7 чорний пішак · c7 чорний пішак · e7 чорний пішак · f7 чорний пішак · g7 чорний слон · h7 чорний пішак · f6 чорний кінь · g6 чорний пішак · d5 чорний пішак · f4 білий пішак · b3 білий пішак · e3 білий пішак · f3 білий кінь · a2 білий пішак · c2 білий пішак · d2 білий пішак · g2 білий пішак · h2 білий пішак · a1 біла тура · b1 білий кінь · c1 білий слон · d1 білий ферзь · e1 білий король · f1 білий слон · h1 біла тура | a8 чорна тура · b8 чорний кінь · c8 чорний слон · d8 чорний ферзь · e8 чорний король · h8 чорна тура · a7 чорний пішак · b7 чорний пішак · c7 чорний пішак · e7 чорний пішак · f7 чорний пішак · g7 чорний слон · h7 чорний пішак · f6 чорний кінь · g6 чорний пішак · d5 чорний пішак · f4 білий пішак · b3 білий пішак · e3 білий пішак · f3 білий кінь · a2 білий пішак · c2 білий пішак · d2 білий пішак · g2 білий пішак · h2 білий пішак · a1 біла тура · b1 білий кінь · c1 білий слон · d1 білий ферзь · e1 білий король · f1 білий слон · h1 біла тура | a8 чорна тура · b8 чорний кінь · c8 чорний слон · d8 чорний ферзь · e8 чорний король · h8 чорна тура · a7 чорний пішак · b7 чорний пішак · c7 чорний пішак · e7 чорний пішак · f7 чорний пішак · g7 чорний слон · h7 чорний пішак · f6 чорний кінь · g6 чорний пішак · d5 чорний пішак · f4 білий пішак · b3 білий пішак · e3 білий пішак · f3 білий кінь · a2 білий пішак · c2 білий пішак · d2 білий пішак · g2 білий пішак · h2 білий пішак · a1 біла тура · b1 білий кінь · c1 білий слон · d1 білий ферзь · e1 білий король · f1 білий слон · h1 біла тура | a8 чорна тура · b8 чорний кінь · c8 чорний слон · d8 чорний ферзь · e8 чорний король · h8 чорна тура · a7 чорний пішак · b7 чорний пішак · c7 чорний пішак · e7 чорний пішак · f7 чорний пішак · g7 чорний слон · h7 чорний пішак · f6 чорний кінь · g6 чорний пішак · d5 чорний пішак · f4 білий пішак · b3 білий пішак · e3 білий пішак · f3 білий кінь · a2 білий пішак · c2 білий пішак · d2 білий пішак · g2 білий пішак · h2 білий пішак · a1 біла тура · b1 білий кінь · c1 білий слон · d1 білий ферзь · e1 білий король · f1 білий слон · h1 біла тура | 1 |
|   | a | b | c | d | e | f | g | h |   |

## Гамбіт Фрома
1. … e7—e5

2. f4:e5 d7—d6

3. e5:d6 Сf8:d6

4. Кg1—f3 

...g7—g5! хід Емануїла Ласкера, слабшим продовженням є 4. ... Kh6 5. d2-d4 6. Kh6-Kg4 6. Фd1-Фd3! Kb1-Кc6 7. c2-с3 0—0 8. e2-е4 Rf8-Re8 9. Се2±
|   | a | b | c | d | e | f | g | h |   |
| 8 | a8 чорна тура · b8 чорний кінь · c8 чорний слон · d8 чорний ферзь · e8 чорний король · g8 чорний кінь · h8 чорна тура · a7 чорний пішак · b7 чорний пішак · c7 чорний пішак · f7 чорний пішак · h7 чорний пішак · d6 чорний слон · g5 чорний пішак · f3 білий кінь · a2 білий пішак · b2 білий пішак · c2 білий пішак · d2 білий пішак · e2 білий пішак · g2 білий пішак · h2 білий пішак · a1 біла тура · b1 білий кінь · c1 білий слон · d1 білий ферзь · e1 білий король · f1 білий слон · h1 біла тура | a8 чорна тура · b8 чорний кінь · c8 чорний слон · d8 чорний ферзь · e8 чорний король · g8 чорний кінь · h8 чорна тура · a7 чорний пішак · b7 чорний пішак · c7 чорний пішак · f7 чорний пішак · h7 чорний пішак · d6 чорний слон · g5 чорний пішак · f3 білий кінь · a2 білий пішак · b2 білий пішак · c2 білий пішак · d2 білий пішак · e2 білий пішак · g2 білий пішак · h2 білий пішак · a1 біла тура · b1 білий кінь · c1 білий слон · d1 білий ферзь · e1 білий король · f1 білий слон · h1 біла тура | a8 чорна тура · b8 чорний кінь · c8 чорний слон · d8 чорний ферзь · e8 чорний король · g8 чорний кінь · h8 чорна тура · a7 чорний пішак · b7 чорний пішак · c7 чорний пішак · f7 чорний пішак · h7 чорний пішак · d6 чорний слон · g5 чорний пішак · f3 білий кінь · a2 білий пішак · b2 білий пішак · c2 білий пішак · d2 білий пішак · e2 білий пішак · g2 білий пішак · h2 білий пішак · a1 біла тура · b1 білий кінь · c1 білий слон · d1 білий ферзь · e1 білий король · f1 білий слон · h1 біла тура | a8 чорна тура · b8 чорний кінь · c8 чорний слон · d8 чорний ферзь · e8 чорний король · g8 чорний кінь · h8 чорна тура · a7 чорний пішак · b7 чорний пішак · c7 чорний пішак · f7 чорний пішак · h7 чорний пішак · d6 чорний слон · g5 чорний пішак · f3 білий кінь · a2 білий пішак · b2 білий пішак · c2 білий пішак · d2 білий пішак · e2 білий пішак · g2 білий пішак · h2 білий пішак · a1 біла тура · b1 білий кінь · c1 білий слон · d1 білий ферзь · e1 білий король · f1 білий слон · h1 біла тура | a8 чорна тура · b8 чорний кінь · c8 чорний слон · d8 чорний ферзь · e8 чорний король · g8 чорний кінь · h8 чорна тура · a7 чорний пішак · b7 чорний пішак · c7 чорний пішак · f7 чорний пішак · h7 чорний пішак · d6 чорний слон · g5 чорний пішак · f3 білий кінь · a2 білий пішак · b2 білий пішак · c2 білий пішак · d2 білий пішак · e2 білий пішак · g2 білий пішак · h2 білий пішак · a1 біла тура · b1 білий кінь · c1 білий слон · d1 білий ферзь · e1 білий король · f1 білий слон · h1 біла тура | a8 чорна тура · b8 чорний кінь · c8 чорний слон · d8 чорний ферзь · e8 чорний король · g8 чорний кінь · h8 чорна тура · a7 чорний пішак · b7 чорний пішак · c7 чорний пішак · f7 чорний пішак · h7 чорний пішак · d6 чорний слон · g5 чорний пішак · f3 білий кінь · a2 білий пішак · b2 білий пішак · c2 білий пішак · d2 білий пішак · e2 білий пішак · g2 білий пішак · h2 білий пішак · a1 біла тура · b1 білий кінь · c1 білий слон · d1 білий ферзь · e1 білий король · f1 білий слон · h1 біла тура | a8 чорна тура · b8 чорний кінь · c8 чорний слон · d8 чорний ферзь · e8 чорний король · g8 чорний кінь · h8 чорна тура · a7 чорний пішак · b7 чорний пішак · c7 чорний пішак · f7 чорний пішак · h7 чорний пішак · d6 чорний слон · g5 чорний пішак · f3 білий кінь · a2 білий пішак · b2 білий пішак · c2 білий пішак · d2 білий пішак · e2 білий пішак · g2 білий пішак · h2 білий пішак · a1 біла тура · b1 білий кінь · c1 білий слон · d1 білий ферзь · e1 білий король · f1 білий слон · h1 біла тура | a8 чорна тура · b8 чорний кінь · c8 чорний слон · d8 чорний ферзь · e8 чорний король · g8 чорний кінь · h8 чорна тура · a7 чорний пішак · b7 чорний пішак · c7 чорний пішак · f7 чорний пішак · h7 чорний пішак · d6 чорний слон · g5 чорний пішак · f3 білий кінь · a2 білий пішак · b2 білий пішак · c2 білий пішак · d2 білий пішак · e2 білий пішак · g2 білий пішак · h2 білий пішак · a1 біла тура · b1 білий кінь · c1 білий слон · d1 білий ферзь · e1 білий король · f1 білий слон · h1 біла тура | 8 |
| 7 | a8 чорна тура · b8 чорний кінь · c8 чорний слон · d8 чорний ферзь · e8 чорний король · g8 чорний кінь · h8 чорна тура · a7 чорний пішак · b7 чорний пішак · c7 чорний пішак · f7 чорний пішак · h7 чорний пішак · d6 чорний слон · g5 чорний пішак · f3 білий кінь · a2 білий пішак · b2 білий пішак · c2 білий пішак · d2 білий пішак · e2 білий пішак · g2 білий пішак · h2 білий пішак · a1 біла тура · b1 білий кінь · c1 білий слон · d1 білий ферзь · e1 білий король · f1 білий слон · h1 біла тура | a8 чорна тура · b8 чорний кінь · c8 чорний слон · d8 чорний ферзь · e8 чорний король · g8 чорний кінь · h8 чорна тура · a7 чорний пішак · b7 чорний пішак · c7 чорний пішак · f7 чорний пішак · h7 чорний пішак · d6 чорний слон · g5 чорний пішак · f3 білий кінь · a2 білий пішак · b2 білий пішак · c2 білий пішак · d2 білий пішак · e2 білий пішак · g2 білий пішак · h2 білий пішак · a1 біла тура · b1 білий кінь · c1 білий слон · d1 білий ферзь · e1 білий король · f1 білий слон · h1 біла тура | a8 чорна тура · b8 чорний кінь · c8 чорний слон · d8 чорний ферзь · e8 чорний король · g8 чорний кінь · h8 чорна тура · a7 чорний пішак · b7 чорний пішак · c7 чорний пішак · f7 чорний пішак · h7 чорний пішак · d6 чорний слон · g5 чорний пішак · f3 білий кінь · a2 білий пішак · b2 білий пішак · c2 білий пішак · d2 білий пішак · e2 білий пішак · g2 білий пішак · h2 білий пішак · a1 біла тура · b1 білий кінь · c1 білий слон · d1 білий ферзь · e1 білий король · f1 білий слон · h1 біла тура | a8 чорна тура · b8 чорний кінь · c8 чорний слон · d8 чорний ферзь · e8 чорний король · g8 чорний кінь · h8 чорна тура · a7 чорний пішак · b7 чорний пішак · c7 чорний пішак · f7 чорний пішак · h7 чорний пішак · d6 чорний слон · g5 чорний пішак · f3 білий кінь · a2 білий пішак · b2 білий пішак · c2 білий пішак · d2 білий пішак · e2 білий пішак · g2 білий пішак · h2 білий пішак · a1 біла тура · b1 білий кінь · c1 білий слон · d1 білий ферзь · e1 білий король · f1 білий слон · h1 біла тура | a8 чорна тура · b8 чорний кінь · c8 чорний слон · d8 чорний ферзь · e8 чорний король · g8 чорний кінь · h8 чорна тура · a7 чорний пішак · b7 чорний пішак · c7 чорний пішак · f7 чорний пішак · h7 чорний пішак · d6 чорний слон · g5 чорний пішак · f3 білий кінь · a2 білий пішак · b2 білий пішак · c2 білий пішак · d2 білий пішак · e2 білий пішак · g2 білий пішак · h2 білий пішак · a1 біла тура · b1 білий кінь · c1 білий слон · d1 білий ферзь · e1 білий король · f1 білий слон · h1 біла тура | a8 чорна тура · b8 чорний кінь · c8 чорний слон · d8 чорний ферзь · e8 чорний король · g8 чорний кінь · h8 чорна тура · a7 чорний пішак · b7 чорний пішак · c7 чорний пішак · f7 чорний пішак · h7 чорний пішак · d6 чорний слон · g5 чорний пішак · f3 білий кінь · a2 білий пішак · b2 білий пішак · c2 білий пішак · d2 білий пішак · e2 білий пішак · g2 білий пішак · h2 білий пішак · a1 біла тура · b1 білий кінь · c1 білий слон · d1 білий ферзь · e1 білий король · f1 білий слон · h1 біла тура | a8 чорна тура · b8 чорний кінь · c8 чорний слон · d8 чорний ферзь · e8 чорний король · g8 чорний кінь · h8 чорна тура · a7 чорний пішак · b7 чорний пішак · c7 чорний пішак · f7 чорний пішак · h7 чорний пішак · d6 чорний слон · g5 чорний пішак · f3 білий кінь · a2 білий пішак · b2 білий пішак · c2 білий пішак · d2 білий пішак · e2 білий пішак · g2 білий пішак · h2 білий пішак · a1 біла тура · b1 білий кінь · c1 білий слон · d1 білий ферзь · e1 білий король · f1 білий слон · h1 біла тура | a8 чорна тура · b8 чорний кінь · c8 чорний слон · d8 чорний ферзь · e8 чорний король · g8 чорний кінь · h8 чорна тура · a7 чорний пішак · b7 чорний пішак · c7 чорний пішак · f7 чорний пішак · h7 чорний пішак · d6 чорний слон · g5 чорний пішак · f3 білий кінь · a2 білий пішак · b2 білий пішак · c2 білий пішак · d2 білий пішак · e2 білий пішак · g2 білий пішак · h2 білий пішак · a1 біла тура · b1 білий кінь · c1 білий слон · d1 білий ферзь · e1 білий король · f1 білий слон · h1 біла тура | 7 |
| 6 | a8 чорна тура · b8 чорний кінь · c8 чорний слон · d8 чорний ферзь · e8 чорний король · g8 чорний кінь · h8 чорна тура · a7 чорний пішак · b7 чорний пішак · c7 чорний пішак · f7 чорний пішак · h7 чорний пішак · d6 чорний слон · g5 чорний пішак · f3 білий кінь · a2 білий пішак · b2 білий пішак · c2 білий пішак · d2 білий пішак · e2 білий пішак · g2 білий пішак · h2 білий пішак · a1 біла тура · b1 білий кінь · c1 білий слон · d1 білий ферзь · e1 білий король · f1 білий слон · h1 біла тура | a8 чорна тура · b8 чорний кінь · c8 чорний слон · d8 чорний ферзь · e8 чорний король · g8 чорний кінь · h8 чорна тура · a7 чорний пішак · b7 чорний пішак · c7 чорний пішак · f7 чорний пішак · h7 чорний пішак · d6 чорний слон · g5 чорний пішак · f3 білий кінь · a2 білий пішак · b2 білий пішак · c2 білий пішак · d2 білий пішак · e2 білий пішак · g2 білий пішак · h2 білий пішак · a1 біла тура · b1 білий кінь · c1 білий слон · d1 білий ферзь · e1 білий король · f1 білий слон · h1 біла тура | a8 чорна тура · b8 чорний кінь · c8 чорний слон · d8 чорний ферзь · e8 чорний король · g8 чорний кінь · h8 чорна тура · a7 чорний пішак · b7 чорний пішак · c7 чорний пішак · f7 чорний пішак · h7 чорний пішак · d6 чорний слон · g5 чорний пішак · f3 білий кінь · a2 білий пішак · b2 білий пішак · c2 білий пішак · d2 білий пішак · e2 білий пішак · g2 білий пішак · h2 білий пішак · a1 біла тура · b1 білий кінь · c1 білий слон · d1 білий ферзь · e1 білий король · f1 білий слон · h1 біла тура | a8 чорна тура · b8 чорний кінь · c8 чорний слон · d8 чорний ферзь · e8 чорний король · g8 чорний кінь · h8 чорна тура · a7 чорний пішак · b7 чорний пішак · c7 чорний пішак · f7 чорний пішак · h7 чорний пішак · d6 чорний слон · g5 чорний пішак · f3 білий кінь · a2 білий пішак · b2 білий пішак · c2 білий пішак · d2 білий пішак · e2 білий пішак · g2 білий пішак · h2 білий пішак · a1 біла тура · b1 білий кінь · c1 білий слон · d1 білий ферзь · e1 білий король · f1 білий слон · h1 біла тура | a8 чорна тура · b8 чорний кінь · c8 чорний слон · d8 чорний ферзь · e8 чорний король · g8 чорний кінь · h8 чорна тура · a7 чорний пішак · b7 чорний пішак · c7 чорний пішак · f7 чорний пішак · h7 чорний пішак · d6 чорний слон · g5 чорний пішак · f3 білий кінь · a2 білий пішак · b2 білий пішак · c2 білий пішак · d2 білий пішак · e2 білий пішак · g2 білий пішак · h2 білий пішак · a1 біла тура · b1 білий кінь · c1 білий слон · d1 білий ферзь · e1 білий король · f1 білий слон · h1 біла тура | a8 чорна тура · b8 чорний кінь · c8 чорний слон · d8 чорний ферзь · e8 чорний король · g8 чорний кінь · h8 чорна тура · a7 чорний пішак · b7 чорний пішак · c7 чорний пішак · f7 чорний пішак · h7 чорний пішак · d6 чорний слон · g5 чорний пішак · f3 білий кінь · a2 білий пішак · b2 білий пішак · c2 білий пішак · d2 білий пішак · e2 білий пішак · g2 білий пішак · h2 білий пішак · a1 біла тура · b1 білий кінь · c1 білий слон · d1 білий ферзь · e1 білий король · f1 білий слон · h1 біла тура | a8 чорна тура · b8 чорний кінь · c8 чорний слон · d8 чорний ферзь · e8 чорний король · g8 чорний кінь · h8 чорна тура · a7 чорний пішак · b7 чорний пішак · c7 чорний пішак · f7 чорний пішак · h7 чорний пішак · d6 чорний слон · g5 чорний пішак · f3 білий кінь · a2 білий пішак · b2 білий пішак · c2 білий пішак · d2 білий пішак · e2 білий пішак · g2 білий пішак · h2 білий пішак · a1 біла тура · b1 білий кінь · c1 білий слон · d1 білий ферзь · e1 білий король · f1 білий слон · h1 біла тура | a8 чорна тура · b8 чорний кінь · c8 чорний слон · d8 чорний ферзь · e8 чорний король · g8 чорний кінь · h8 чорна тура · a7 чорний пішак · b7 чорний пішак · c7 чорний пішак · f7 чорний пішак · h7 чорний пішак · d6 чорний слон · g5 чорний пішак · f3 білий кінь · a2 білий пішак · b2 білий пішак · c2 білий пішак · d2 білий пішак · e2 білий пішак · g2 білий пішак · h2 білий пішак · a1 біла тура · b1 білий кінь · c1 білий слон · d1 білий ферзь · e1 білий король · f1 білий слон · h1 біла тура | 6 |
| 5 | a8 чорна тура · b8 чорний кінь · c8 чорний слон · d8 чорний ферзь · e8 чорний король · g8 чорний кінь · h8 чорна тура · a7 чорний пішак · b7 чорний пішак · c7 чорний пішак · f7 чорний пішак · h7 чорний пішак · d6 чорний слон · g5 чорний пішак · f3 білий кінь · a2 білий пішак · b2 білий пішак · c2 білий пішак · d2 білий пішак · e2 білий пішак · g2 білий пішак · h2 білий пішак · a1 біла тура · b1 білий кінь · c1 білий слон · d1 білий ферзь · e1 білий король · f1 білий слон · h1 біла тура | a8 чорна тура · b8 чорний кінь · c8 чорний слон · d8 чорний ферзь · e8 чорний король · g8 чорний кінь · h8 чорна тура · a7 чорний пішак · b7 чорний пішак · c7 чорний пішак · f7 чорний пішак · h7 чорний пішак · d6 чорний слон · g5 чорний пішак · f3 білий кінь · a2 білий пішак · b2 білий пішак · c2 білий пішак · d2 білий пішак · e2 білий пішак · g2 білий пішак · h2 білий пішак · a1 біла тура · b1 білий кінь · c1 білий слон · d1 білий ферзь · e1 білий король · f1 білий слон · h1 біла тура | a8 чорна тура · b8 чорний кінь · c8 чорний слон · d8 чорний ферзь · e8 чорний король · g8 чорний кінь · h8 чорна тура · a7 чорний пішак · b7 чорний пішак · c7 чорний пішак · f7 чорний пішак · h7 чорний пішак · d6 чорний слон · g5 чорний пішак · f3 білий кінь · a2 білий пішак · b2 білий пішак · c2 білий пішак · d2 білий пішак · e2 білий пішак · g2 білий пішак · h2 білий пішак · a1 біла тура · b1 білий кінь · c1 білий слон · d1 білий ферзь · e1 білий король · f1 білий слон · h1 біла тура | a8 чорна тура · b8 чорний кінь · c8 чорний слон · d8 чорний ферзь · e8 чорний король · g8 чорний кінь · h8 чорна тура · a7 чорний пішак · b7 чорний пішак · c7 чорний пішак · f7 чорний пішак · h7 чорний пішак · d6 чорний слон · g5 чорний пішак · f3 білий кінь · a2 білий пішак · b2 білий пішак · c2 білий пішак · d2 білий пішак · e2 білий пішак · g2 білий пішак · h2 білий пішак · a1 біла тура · b1 білий кінь · c1 білий слон · d1 білий ферзь · e1 білий король · f1 білий слон · h1 біла тура | a8 чорна тура · b8 чорний кінь · c8 чорний слон · d8 чорний ферзь · e8 чорний король · g8 чорний кінь · h8 чорна тура · a7 чорний пішак · b7 чорний пішак · c7 чорний пішак · f7 чорний пішак · h7 чорний пішак · d6 чорний слон · g5 чорний пішак · f3 білий кінь · a2 білий пішак · b2 білий пішак · c2 білий пішак · d2 білий пішак · e2 білий пішак · g2 білий пішак · h2 білий пішак · a1 біла тура · b1 білий кінь · c1 білий слон · d1 білий ферзь · e1 білий король · f1 білий слон · h1 біла тура | a8 чорна тура · b8 чорний кінь · c8 чорний слон · d8 чорний ферзь · e8 чорний король · g8 чорний кінь · h8 чорна тура · a7 чорний пішак · b7 чорний пішак · c7 чорний пішак · f7 чорний пішак · h7 чорний пішак · d6 чорний слон · g5 чорний пішак · f3 білий кінь · a2 білий пішак · b2 білий пішак · c2 білий пішак · d2 білий пішак · e2 білий пішак · g2 білий пішак · h2 білий пішак · a1 біла тура · b1 білий кінь · c1 білий слон · d1 білий ферзь · e1 білий король · f1 білий слон · h1 біла тура | a8 чорна тура · b8 чорний кінь · c8 чорний слон · d8 чорний ферзь · e8 чорний король · g8 чорний кінь · h8 чорна тура · a7 чорний пішак · b7 чорний пішак · c7 чорний пішак · f7 чорний пішак · h7 чорний пішак · d6 чорний слон · g5 чорний пішак · f3 білий кінь · a2 білий пішак · b2 білий пішак · c2 білий пішак · d2 білий пішак · e2 білий пішак · g2 білий пішак · h2 білий пішак · a1 біла тура · b1 білий кінь · c1 білий слон · d1 білий ферзь · e1 білий король · f1 білий слон · h1 біла тура | a8 чорна тура · b8 чорний кінь · c8 чорний слон · d8 чорний ферзь · e8 чорний король · g8 чорний кінь · h8 чорна тура · a7 чорний пішак · b7 чорний пішак · c7 чорний пішак · f7 чорний пішак · h7 чорний пішак · d6 чорний слон · g5 чорний пішак · f3 білий кінь · a2 білий пішак · b2 білий пішак · c2 білий пішак · d2 білий пішак · e2 білий пішак · g2 білий пішак · h2 білий пішак · a1 біла тура · b1 білий кінь · c1 білий слон · d1 білий ферзь · e1 білий король · f1 білий слон · h1 біла тура | 5 |
| 4 | a8 чорна тура · b8 чорний кінь · c8 чорний слон · d8 чорний ферзь · e8 чорний король · g8 чорний кінь · h8 чорна тура · a7 чорний пішак · b7 чорний пішак · c7 чорний пішак · f7 чорний пішак · h7 чорний пішак · d6 чорний слон · g5 чорний пішак · f3 білий кінь · a2 білий пішак · b2 білий пішак · c2 білий пішак · d2 білий пішак · e2 білий пішак · g2 білий пішак · h2 білий пішак · a1 біла тура · b1 білий кінь · c1 білий слон · d1 білий ферзь · e1 білий король · f1 білий слон · h1 біла тура | a8 чорна тура · b8 чорний кінь · c8 чорний слон · d8 чорний ферзь · e8 чорний король · g8 чорний кінь · h8 чорна тура · a7 чорний пішак · b7 чорний пішак · c7 чорний пішак · f7 чорний пішак · h7 чорний пішак · d6 чорний слон · g5 чорний пішак · f3 білий кінь · a2 білий пішак · b2 білий пішак · c2 білий пішак · d2 білий пішак · e2 білий пішак · g2 білий пішак · h2 білий пішак · a1 біла тура · b1 білий кінь · c1 білий слон · d1 білий ферзь · e1 білий король · f1 білий слон · h1 біла тура | a8 чорна тура · b8 чорний кінь · c8 чорний слон · d8 чорний ферзь · e8 чорний король · g8 чорний кінь · h8 чорна тура · a7 чорний пішак · b7 чорний пішак · c7 чорний пішак · f7 чорний пішак · h7 чорний пішак · d6 чорний слон · g5 чорний пішак · f3 білий кінь · a2 білий пішак · b2 білий пішак · c2 білий пішак · d2 білий пішак · e2 білий пішак · g2 білий пішак · h2 білий пішак · a1 біла тура · b1 білий кінь · c1 білий слон · d1 білий ферзь · e1 білий король · f1 білий слон · h1 біла тура | a8 чорна тура · b8 чорний кінь · c8 чорний слон · d8 чорний ферзь · e8 чорний король · g8 чорний кінь · h8 чорна тура · a7 чорний пішак · b7 чорний пішак · c7 чорний пішак · f7 чорний пішак · h7 чорний пішак · d6 чорний слон · g5 чорний пішак · f3 білий кінь · a2 білий пішак · b2 білий пішак · c2 білий пішак · d2 білий пішак · e2 білий пішак · g2 білий пішак · h2 білий пішак · a1 біла тура · b1 білий кінь · c1 білий слон · d1 білий ферзь · e1 білий король · f1 білий слон · h1 біла тура | a8 чорна тура · b8 чорний кінь · c8 чорний слон · d8 чорний ферзь · e8 чорний король · g8 чорний кінь · h8 чорна тура · a7 чорний пішак · b7 чорний пішак · c7 чорний пішак · f7 чорний пішак · h7 чорний пішак · d6 чорний слон · g5 чорний пішак · f3 білий кінь · a2 білий пішак · b2 білий пішак · c2 білий пішак · d2 білий пішак · e2 білий пішак · g2 білий пішак · h2 білий пішак · a1 біла тура · b1 білий кінь · c1 білий слон · d1 білий ферзь · e1 білий король · f1 білий слон · h1 біла тура | a8 чорна тура · b8 чорний кінь · c8 чорний слон · d8 чорний ферзь · e8 чорний король · g8 чорний кінь · h8 чорна тура · a7 чорний пішак · b7 чорний пішак · c7 чорний пішак · f7 чорний пішак · h7 чорний пішак · d6 чорний слон · g5 чорний пішак · f3 білий кінь · a2 білий пішак · b2 білий пішак · c2 білий пішак · d2 білий пішак · e2 білий пішак · g2 білий пішак · h2 білий пішак · a1 біла тура · b1 білий кінь · c1 білий слон · d1 білий ферзь · e1 білий король · f1 білий слон · h1 біла тура | a8 чорна тура · b8 чорний кінь · c8 чорний слон · d8 чорний ферзь · e8 чорний король · g8 чорний кінь · h8 чорна тура · a7 чорний пішак · b7 чорний пішак · c7 чорний пішак · f7 чорний пішак · h7 чорний пішак · d6 чорний слон · g5 чорний пішак · f3 білий кінь · a2 білий пішак · b2 білий пішак · c2 білий пішак · d2 білий пішак · e2 білий пішак · g2 білий пішак · h2 білий пішак · a1 біла тура · b1 білий кінь · c1 білий слон · d1 білий ферзь · e1 білий король · f1 білий слон · h1 біла тура | a8 чорна тура · b8 чорний кінь · c8 чорний слон · d8 чорний ферзь · e8 чорний король · g8 чорний кінь · h8 чорна тура · a7 чорний пішак · b7 чорний пішак · c7 чорний пішак · f7 чорний пішак · h7 чорний пішак · d6 чорний слон · g5 чорний пішак · f3 білий кінь · a2 білий пішак · b2 білий пішак · c2 білий пішак · d2 білий пішак · e2 білий пішак · g2 білий пішак · h2 білий пішак · a1 біла тура · b1 білий кінь · c1 білий слон · d1 білий ферзь · e1 білий король · f1 білий слон · h1 біла тура | 4 |
| 3 | a8 чорна тура · b8 чорний кінь · c8 чорний слон · d8 чорний ферзь · e8 чорний король · g8 чорний кінь · h8 чорна тура · a7 чорний пішак · b7 чорний пішак · c7 чорний пішак · f7 чорний пішак · h7 чорний пішак · d6 чорний слон · g5 чорний пішак · f3 білий кінь · a2 білий пішак · b2 білий пішак · c2 білий пішак · d2 білий пішак · e2 білий пішак · g2 білий пішак · h2 білий пішак · a1 біла тура · b1 білий кінь · c1 білий слон · d1 білий ферзь · e1 білий король · f1 білий слон · h1 біла тура | a8 чорна тура · b8 чорний кінь · c8 чорний слон · d8 чорний ферзь · e8 чорний король · g8 чорний кінь · h8 чорна тура · a7 чорний пішак · b7 чорний пішак · c7 чорний пішак · f7 чорний пішак · h7 чорний пішак · d6 чорний слон · g5 чорний пішак · f3 білий кінь · a2 білий пішак · b2 білий пішак · c2 білий пішак · d2 білий пішак · e2 білий пішак · g2 білий пішак · h2 білий пішак · a1 біла тура · b1 білий кінь · c1 білий слон · d1 білий ферзь · e1 білий король · f1 білий слон · h1 біла тура | a8 чорна тура · b8 чорний кінь · c8 чорний слон · d8 чорний ферзь · e8 чорний король · g8 чорний кінь · h8 чорна тура · a7 чорний пішак · b7 чорний пішак · c7 чорний пішак · f7 чорний пішак · h7 чорний пішак · d6 чорний слон · g5 чорний пішак · f3 білий кінь · a2 білий пішак · b2 білий пішак · c2 білий пішак · d2 білий пішак · e2 білий пішак · g2 білий пішак · h2 білий пішак · a1 біла тура · b1 білий кінь · c1 білий слон · d1 білий ферзь · e1 білий король · f1 білий слон · h1 біла тура | a8 чорна тура · b8 чорний кінь · c8 чорний слон · d8 чорний ферзь · e8 чорний король · g8 чорний кінь · h8 чорна тура · a7 чорний пішак · b7 чорний пішак · c7 чорний пішак · f7 чорний пішак · h7 чорний пішак · d6 чорний слон · g5 чорний пішак · f3 білий кінь · a2 білий пішак · b2 білий пішак · c2 білий пішак · d2 білий пішак · e2 білий пішак · g2 білий пішак · h2 білий пішак · a1 біла тура · b1 білий кінь · c1 білий слон · d1 білий ферзь · e1 білий король · f1 білий слон · h1 біла тура | a8 чорна тура · b8 чорний кінь · c8 чорний слон · d8 чорний ферзь · e8 чорний король · g8 чорний кінь · h8 чорна тура · a7 чорний пішак · b7 чорний пішак · c7 чорний пішак · f7 чорний пішак · h7 чорний пішак · d6 чорний слон · g5 чорний пішак · f3 білий кінь · a2 білий пішак · b2 білий пішак · c2 білий пішак · d2 білий пішак · e2 білий пішак · g2 білий пішак · h2 білий пішак · a1 біла тура · b1 білий кінь · c1 білий слон · d1 білий ферзь · e1 білий король · f1 білий слон · h1 біла тура | a8 чорна тура · b8 чорний кінь · c8 чорний слон · d8 чорний ферзь · e8 чорний король · g8 чорний кінь · h8 чорна тура · a7 чорний пішак · b7 чорний пішак · c7 чорний пішак · f7 чорний пішак · h7 чорний пішак · d6 чорний слон · g5 чорний пішак · f3 білий кінь · a2 білий пішак · b2 білий пішак · c2 білий пішак · d2 білий пішак · e2 білий пішак · g2 білий пішак · h2 білий пішак · a1 біла тура · b1 білий кінь · c1 білий слон · d1 білий ферзь · e1 білий король · f1 білий слон · h1 біла тура | a8 чорна тура · b8 чорний кінь · c8 чорний слон · d8 чорний ферзь · e8 чорний король · g8 чорний кінь · h8 чорна тура · a7 чорний пішак · b7 чорний пішак · c7 чорний пішак · f7 чорний пішак · h7 чорний пішак · d6 чорний слон · g5 чорний пішак · f3 білий кінь · a2 білий пішак · b2 білий пішак · c2 білий пішак · d2 білий пішак · e2 білий пішак · g2 білий пішак · h2 білий пішак · a1 біла тура · b1 білий кінь · c1 білий слон · d1 білий ферзь · e1 білий король · f1 білий слон · h1 біла тура | a8 чорна тура · b8 чорний кінь · c8 чорний слон · d8 чорний ферзь · e8 чорний король · g8 чорний кінь · h8 чорна тура · a7 чорний пішак · b7 чорний пішак · c7 чорний пішак · f7 чорний пішак · h7 чорний пішак · d6 чорний слон · g5 чорний пішак · f3 білий кінь · a2 білий пішак · b2 білий пішак · c2 білий пішак · d2 білий пішак · e2 білий пішак · g2 білий пішак · h2 білий пішак · a1 біла тура · b1 білий кінь · c1 білий слон · d1 білий ферзь · e1 білий король · f1 білий слон · h1 біла тура | 3 |
| 2 | a8 чорна тура · b8 чорний кінь · c8 чорний слон · d8 чорний ферзь · e8 чорний король · g8 чорний кінь · h8 чорна тура · a7 чорний пішак · b7 чорний пішак · c7 чорний пішак · f7 чорний пішак · h7 чорний пішак · d6 чорний слон · g5 чорний пішак · f3 білий кінь · a2 білий пішак · b2 білий пішак · c2 білий пішак · d2 білий пішак · e2 білий пішак · g2 білий пішак · h2 білий пішак · a1 біла тура · b1 білий кінь · c1 білий слон · d1 білий ферзь · e1 білий король · f1 білий слон · h1 біла тура | a8 чорна тура · b8 чорний кінь · c8 чорний слон · d8 чорний ферзь · e8 чорний король · g8 чорний кінь · h8 чорна тура · a7 чорний пішак · b7 чорний пішак · c7 чорний пішак · f7 чорний пішак · h7 чорний пішак · d6 чорний слон · g5 чорний пішак · f3 білий кінь · a2 білий пішак · b2 білий пішак · c2 білий пішак · d2 білий пішак · e2 білий пішак · g2 білий пішак · h2 білий пішак · a1 біла тура · b1 білий кінь · c1 білий слон · d1 білий ферзь · e1 білий король · f1 білий слон · h1 біла тура | a8 чорна тура · b8 чорний кінь · c8 чорний слон · d8 чорний ферзь · e8 чорний король · g8 чорний кінь · h8 чорна тура · a7 чорний пішак · b7 чорний пішак · c7 чорний пішак · f7 чорний пішак · h7 чорний пішак · d6 чорний слон · g5 чорний пішак · f3 білий кінь · a2 білий пішак · b2 білий пішак · c2 білий пішак · d2 білий пішак · e2 білий пішак · g2 білий пішак · h2 білий пішак · a1 біла тура · b1 білий кінь · c1 білий слон · d1 білий ферзь · e1 білий король · f1 білий слон · h1 біла тура | a8 чорна тура · b8 чорний кінь · c8 чорний слон · d8 чорний ферзь · e8 чорний король · g8 чорний кінь · h8 чорна тура · a7 чорний пішак · b7 чорний пішак · c7 чорний пішак · f7 чорний пішак · h7 чорний пішак · d6 чорний слон · g5 чорний пішак · f3 білий кінь · a2 білий пішак · b2 білий пішак · c2 білий пішак · d2 білий пішак · e2 білий пішак · g2 білий пішак · h2 білий пішак · a1 біла тура · b1 білий кінь · c1 білий слон · d1 білий ферзь · e1 білий король · f1 білий слон · h1 біла тура | a8 чорна тура · b8 чорний кінь · c8 чорний слон · d8 чорний ферзь · e8 чорний король · g8 чорний кінь · h8 чорна тура · a7 чорний пішак · b7 чорний пішак · c7 чорний пішак · f7 чорний пішак · h7 чорний пішак · d6 чорний слон · g5 чорний пішак · f3 білий кінь · a2 білий пішак · b2 білий пішак · c2 білий пішак · d2 білий пішак · e2 білий пішак · g2 білий пішак · h2 білий пішак · a1 біла тура · b1 білий кінь · c1 білий слон · d1 білий ферзь · e1 білий король · f1 білий слон · h1 біла тура | a8 чорна тура · b8 чорний кінь · c8 чорний слон · d8 чорний ферзь · e8 чорний король · g8 чорний кінь · h8 чорна тура · a7 чорний пішак · b7 чорний пішак · c7 чорний пішак · f7 чорний пішак · h7 чорний пішак · d6 чорний слон · g5 чорний пішак · f3 білий кінь · a2 білий пішак · b2 білий пішак · c2 білий пішак · d2 білий пішак · e2 білий пішак · g2 білий пішак · h2 білий пішак · a1 біла тура · b1 білий кінь · c1 білий слон · d1 білий ферзь · e1 білий король · f1 білий слон · h1 біла тура | a8 чорна тура · b8 чорний кінь · c8 чорний слон · d8 чорний ферзь · e8 чорний король · g8 чорний кінь · h8 чорна тура · a7 чорний пішак · b7 чорний пішак · c7 чорний пішак · f7 чорний пішак · h7 чорний пішак · d6 чорний слон · g5 чорний пішак · f3 білий кінь · a2 білий пішак · b2 білий пішак · c2 білий пішак · d2 білий пішак · e2 білий пішак · g2 білий пішак · h2 білий пішак · a1 біла тура · b1 білий кінь · c1 білий слон · d1 білий ферзь · e1 білий король · f1 білий слон · h1 біла тура | a8 чорна тура · b8 чорний кінь · c8 чорний слон · d8 чорний ферзь · e8 чорний король · g8 чорний кінь · h8 чорна тура · a7 чорний пішак · b7 чорний пішак · c7 чорний пішак · f7 чорний пішак · h7 чорний пішак · d6 чорний слон · g5 чорний пішак · f3 білий кінь · a2 білий пішак · b2 білий пішак · c2 білий пішак · d2 білий пішак · e2 білий пішак · g2 білий пішак · h2 білий пішак · a1 біла тура · b1 білий кінь · c1 білий слон · d1 білий ферзь · e1 білий король · f1 білий слон · h1 біла тура | 2 |
| 1 | a8 чорна тура · b8 чорний кінь · c8 чорний слон · d8 чорний ферзь · e8 чорний король · g8 чорний кінь · h8 чорна тура · a7 чорний пішак · b7 чорний пішак · c7 чорний пішак · f7 чорний пішак · h7 чорний пішак · d6 чорний слон · g5 чорний пішак · f3 білий кінь · a2 білий пішак · b2 білий пішак · c2 білий пішак · d2 білий пішак · e2 білий пішак · g2 білий пішак · h2 білий пішак · a1 біла тура · b1 білий кінь · c1 білий слон · d1 білий ферзь · e1 білий король · f1 білий слон · h1 біла тура | a8 чорна тура · b8 чорний кінь · c8 чорний слон · d8 чорний ферзь · e8 чорний король · g8 чорний кінь · h8 чорна тура · a7 чорний пішак · b7 чорний пішак · c7 чорний пішак · f7 чорний пішак · h7 чорний пішак · d6 чорний слон · g5 чорний пішак · f3 білий кінь · a2 білий пішак · b2 білий пішак · c2 білий пішак · d2 білий пішак · e2 білий пішак · g2 білий пішак · h2 білий пішак · a1 біла тура · b1 білий кінь · c1 білий слон · d1 білий ферзь · e1 білий король · f1 білий слон · h1 біла тура | a8 чорна тура · b8 чорний кінь · c8 чорний слон · d8 чорний ферзь · e8 чорний король · g8 чорний кінь · h8 чорна тура · a7 чорний пішак · b7 чорний пішак · c7 чорний пішак · f7 чорний пішак · h7 чорний пішак · d6 чорний слон · g5 чорний пішак · f3 білий кінь · a2 білий пішак · b2 білий пішак · c2 білий пішак · d2 білий пішак · e2 білий пішак · g2 білий пішак · h2 білий пішак · a1 біла тура · b1 білий кінь · c1 білий слон · d1 білий ферзь · e1 білий король · f1 білий слон · h1 біла тура | a8 чорна тура · b8 чорний кінь · c8 чорний слон · d8 чорний ферзь · e8 чорний король · g8 чорний кінь · h8 чорна тура · a7 чорний пішак · b7 чорний пішак · c7 чорний пішак · f7 чорний пішак · h7 чорний пішак · d6 чорний слон · g5 чорний пішак · f3 білий кінь · a2 білий пішак · b2 білий пішак · c2 білий пішак · d2 білий пішак · e2 білий пішак · g2 білий пішак · h2 білий пішак · a1 біла тура · b1 білий кінь · c1 білий слон · d1 білий ферзь · e1 білий король · f1 білий слон · h1 біла тура | a8 чорна тура · b8 чорний кінь · c8 чорний слон · d8 чорний ферзь · e8 чорний король · g8 чорний кінь · h8 чорна тура · a7 чорний пішак · b7 чорний пішак · c7 чорний пішак · f7 чорний пішак · h7 чорний пішак · d6 чорний слон · g5 чорний пішак · f3 білий кінь · a2 білий пішак · b2 білий пішак · c2 білий пішак · d2 білий пішак · e2 білий пішак · g2 білий пішак · h2 білий пішак · a1 біла тура · b1 білий кінь · c1 білий слон · d1 білий ферзь · e1 білий король · f1 білий слон · h1 біла тура | a8 чорна тура · b8 чорний кінь · c8 чорний слон · d8 чорний ферзь · e8 чорний король · g8 чорний кінь · h8 чорна тура · a7 чорний пішак · b7 чорний пішак · c7 чорний пішак · f7 чорний пішак · h7 чорний пішак · d6 чорний слон · g5 чорний пішак · f3 білий кінь · a2 білий пішак · b2 білий пішак · c2 білий пішак · d2 білий пішак · e2 білий пішак · g2 білий пішак · h2 білий пішак · a1 біла тура · b1 білий кінь · c1 білий слон · d1 білий ферзь · e1 білий король · f1 білий слон · h1 біла тура | a8 чорна тура · b8 чорний кінь · c8 чорний слон · d8 чорний ферзь · e8 чорний король · g8 чорний кінь · h8 чорна тура · a7 чорний пішак · b7 чорний пішак · c7 чорний пішак · f7 чорний пішак · h7 чорний пішак · d6 чорний слон · g5 чорний пішак · f3 білий кінь · a2 білий пішак · b2 білий пішак · c2 білий пішак · d2 білий пішак · e2 білий пішак · g2 білий пішак · h2 білий пішак · a1 біла тура · b1 білий кінь · c1 білий слон · d1 білий ферзь · e1 білий король · f1 білий слон · h1 біла тура | a8 чорна тура · b8 чорний кінь · c8 чорний слон · d8 чорний ферзь · e8 чорний король · g8 чорний кінь · h8 чорна тура · a7 чорний пішак · b7 чорний пішак · c7 чорний пішак · f7 чорний пішак · h7 чорний пішак · d6 чорний слон · g5 чорний пішак · f3 білий кінь · a2 білий пішак · b2 білий пішак · c2 білий пішак · d2 білий пішак · e2 білий пішак · g2 білий пішак · h2 білий пішак · a1 біла тура · b1 білий кінь · c1 білий слон · d1 білий ферзь · e1 білий король · f1 білий слон · h1 біла тура | 1 |
|   | a | b | c | d | e | f | g | h |   |